# Oeuvre van Aulis Sallinen
Aulis Sallinen componeerde in verschillende genres; Hieronder een overzicht van zijn oeuvre gesorteerd naar opusnummer:
- opus 1	:1956	:Twee mythische scenes voor orkest
- opus 2	:1958	:Strijkkwartet nr. 1
- opus 3	:1960	:Concert voor kamerorkest:
- opus 4	:1960	:Strijkkwartet nr. 2
- opus 5	:1961	:Variaties voor cello en orkest: solo/orkest
- opus 6	:1962	:Drie liederen over de Dood: lied
- opus 7	:1962	:Mauermusik: orkest
- opus 8	:1963	:Variaties voor orkest
- opus 9	:1963	:Serenade 1963: blaaskwartet
- opus 10:1964	:Elegie voor Sebastian Knight: solo/orkest
- opus 11:onbekend
- opus 12:1965	:Quattro per quattro	:	kamermuziek
- opus 13:1965	:Cadens	:	solo
- opus 14:1966	:Nocturne voor piano	:	solo
- opus 15:	:onbekend	:
- opus 16:1967	:Variaties op Mallarmé	:	toneelmuziek
- opus 17:	:onbekend	:
- opus 18:1968	:Vioolconcert	:	solo/orkest
- opus 19:1969	:Strijkkwartet nr. 3	:	strijkkwartet
- opus 20	:1969	:Twee liederen voor kinderen en piano	:	lied
- opus 21:1970:	Vier etudes voor viool en piano: kamermuziek
- opus 22:1970:	Chorali: orkest
- opus 23:1970:	Chaconne: orgel solo
- opus 24:1971:	Symfonie nr. 1
- opus 25:1971:	Strijkkwartet nr. 4	:	strijkkwartet
- opus 26:1971:	Sonate voor cello solo	:	cellomuziek
- opus 27:1971:	Vantaa-fanfare	:
- opus 28:1971:	Grammaticale suite	:	koor
- opus 29:1972:	Symfonie nr. 2	:	symfonie
- opus 30:1972:	Vier liederen over dromen: lied
- opus 31:onbekend
- opus 32:1974:	De Ruiter: opera
- opus 33:1974:	Liederen van de zee: lied
- opus 34:1974:	Metamorfora: cello/piano
- opus 35:1975:	Symfonie nr. 3: symfonie
- opus 36:1975:	Ritornello: vioolmuziek
- opus 37:1975:	Canto: vioolmuziek
- opus 38:1975:	Kamermuziek I: orkest
- opus 39:onbekend
- opus 40:1975:	Onnozelaar met zijn hond: lied
- opus 41:1975:  Kamermuziek II: concerto
- opus 42:onbekend
- opus 43:onbekend
- opus 44:1976:	Celloconcert: concerto
- opus 45:onbekend
- opus 46:1978:	De rode lijn: opera
- opus 47:1978:	Dies Irae
- opus 48:1978:	De mens is niets, is niemand: koor
- opus 49:1979:	Symfonie nr. 4
- opus 50:1979:	Liederen rondom een lied: koor
- opus 51:onbekend
- opus 52:1983:	Schaduwen: prelude bij opus 53
- opus 53:1983:	De koning trekt op naar Frankrijk: opera
- opus 54:1983:	Strijkkwartet nr. 5: strijkkwartet
- opus 55:1983:	IJzertijdsuite: wsopraan, koor en orkest
- opus 56:1983:	Schaal van Beaufort: koor
- opus 57:1985:	Symfonie nr. 5
- opus 58:1986:	Kamermuziek III: concerto
- opus 59:1986:	Fanfare
- opus 60:1987:	Lofzang op mieren: koor
- opus 61:1988:	Kullervo: opera
- opus 62:1989:	Uit het dagboek van een schoolgaand kind
- opus 63:1989:	Serenade bij zonsopgang: orkest
- opus 64:1989:	Een deel van het geheel: koor
- opus 65:1990:	Symfonie nr. 6: symfonie
- opus 66:1990:	Echo's van een toneelstuk:koor
- opus 67:1991:	From a Swan Song: cello / piano
- opus 68:1993:	Het Paleis: opera
- opus 69:1994:	Liederen over leven en dood: liederencyclus, requiem
- opus 70:1995:	Fluitconcert: concerto
- opus 71:1996:	Symfonie nr. 7
- opus 72:1996:	De Paleisrapsodie: rapsodie
- opus 73:1996:	Hold Fast Your Dreams: koor
- opus 74a:1997:	Introductie en Tango Ouverture: pianokwintet
- opus 74b:1997:	Introductie en tango ouverture:	orkest
- opus 74c:1997:	Introductie en tango ouverture:	piano en strijkkwartet
- opus 75:1997:	Ouverture Solonelle: orkest
- opus 76:1999:	King Lear: opera
- opus 77:1999:	Oluen Synty: koor
- opus 78:2001:	De Hobbit: ballet
- opus 79:2000:	Kamermuziek IV: solo/orkest
- opus 80:2000: Kamermuziek V: solo/orkest
- opus 81:2001: Symfonie nr. 8
- opus 82:2002: Hoornconcert:	concerto
- opus 83:2002: De zucht van Barabbas: piano
- opus 84:2003: Barabbas Dialogen: oratorium
- opus 85:2004: Pianokwintet nr 1
- opus 86:2004: Sonate voor cello en piano
- opus 87:2005: Kamerconcert voor viool, piano en orkest: concerto
- opus 88:2006: Kamermuziek VI
- opus 89:2006: Een winderig winter in de Provence: requiem
- opus 90:2006: Mistral music voor dwarsfluit en strijkkwartet: kamermuziek
- opus 91:2007: Concert voor klarinet, altviool en kamerorkest: concerto
- opus 91a:2007: Concert voor klarinet, cello en kamerorkest: concerto
- opus 92:2010: Pianokwintet nr. 2 (eerste uitvoering 25 februari 2010)
- opus 93:2008: Kamermuziek VII Crusellania: concerto
- opus 94:2009: Kamermuziek VIII: concerto (eerste uitvoering 6 maart 2010 Amsterdam)
- opus 95:2009: Preludes en fugas voor accordeon solo: solo (eerste uitvoering 13 november 2009, Helsinki)
- opus 95b:2013: Preludes en fugas voor orgel solo
- opus 96:2010: Pianotrio (eerste uitvoering 11 juni 2010, Naantali)
- opus 97:2010: Concert voor althobo en kamerorkest
- opus 98:2011: Don Juanquijoten: Virtuoosinen Pöytämusiikki
- opus 99:2011: Memories, memories voor kinderkoor
- opus 100:2012: Vijf portretten van vrouwen, voor sopraan, hoorn en orkest
- opus 101:2013: Baumgesang mit Epilog, voor cello en piano
- opus 102:2013: Drie adagios
- opus 103:2014: Strijkkwartet nr. 6
- opus 104:2014: Variazione per organo
- opus 105:2014: Canti per vallis gratiae
- opus 106:2017: Linna vedessä (Kasteel in het water)
- opus 107:2017: Dansmuziek-suite
- opus 108:2017: Klarinetkwartet "De zee van vrede"
- opus 109:2017: Katso pohjoista taivasta (lied)

De composities zonder opusnummers vielen daar in eerste instantie perfect daartussen:
- (opus 11):1964	:Metamorfosen voor solo/orkest
- (opus 17):1968	:Chaka:	melodrama voor radio
- (opus 51):1981	:Enige aspecten van Hintrik Peltoniemi's begrafenismars